# Cento occhi
Cento occhi è un singolo della rapper e cantautrice italiana BigMama, pubblicato il 29 marzo 2024 come terzo estratto dal primo album in studio Sangue.

## Descrizione
Il brano, scritto dalla stessa cantautrice con Jacopo Èttore, in arte Jacopo Èt, è prodotto da ITACA, team fondato dal duo musicale Merk & Kremont.

## Video musicale
Il video musicale, diretto da Roberto Graziano Moro, è stato pubblicato in concomitanza all'uscita del brano attraverso il canale YouTube della cantautrice.

## Tracce
Testi di Marianna Mammone e Jacopo Èttore, musiche di Federico Mercuri, Giordano Cremona, Eugenio Maimone e Leonardo Grillotti.
1. Cento occhi – 2:24